# Fletch - hva' var navnet?
Fletch – hva' var navnet? er en amerikansk komediefilm fra 1985 instrueret af Michael Ritchie efter manuskript af Andrew Bergman baseret på en række romaner af Gregory Mcdonald. Filmen har Chevy Chase i hovedrollen som Fletch, en journalist der skriver under pseudonymet Jane Doe.

## Medvirkende
- Chevy Chase
- Joe Don Baker
- Dana Wheeler-Nicholson
- Richard Libertini
- Tim Matheson
- M. Emmet Walsh
- George Wendt
- Kenneth Mars
- Geena Davis
- George Wyner